# Reciclarea plasticului
Plasticul este un produs de natură anorganică, organică sau mixtă cu multiple utilizări.
Înainte de depozitarea maselor plastice în containere, recipiente sau centre de colectare selective, masele plastice pot fi aplatizate pentru a eficientiza procesul de reciclare. Masele plastice sunt codificate pentru a permite consumatorilor să identifice tipurile de ambalaje, precum PET (polietilen tetraftalat). În procesul de reciclare ambalejele de culori diferite se sortează și se utilizează pentru obținerea unor granule de o singură culoare. Colectarea selectivă a plasticului contribuie la protejarea mediului înconjurator.
În deșeurile menajere, plasticul ocupă aproximativ 12% din totalul acestora. Energia economisită prin reciclarea unei sticle de plastic alimentează un bec de 60 W timp de 6 ore. Reciclarea plasticului reduce consumul de apă și reduce generarea CO2 de 2,5 ori. De asemenea, la o tonă de plastic reciclat se economisesc intre 700 și 800 de kg de petrol.